# 荒川實
荒川 實（あらかわ みのる、1946年9月3日 - ）は、日本の実業家。任天堂の米国法人であるニンテンドー・オブ・アメリカ（NOA）の元代表取締役社長、テトリスオンライン・ジャパン元取締役会長。NOAの社長在職期間は1980年の設立から2002年まで。任天堂元社長の山内溥の娘婿でもある。京都市出身。
任天堂の看板キャラクター『マリオ』の名は、荒川らNOA社員によって命名された。

## 略歴
京都室町の繊維問屋、荒川益次郎商店（現：荒川株式会社）の次男として生まれ、裕福な生活を送る。荒川家は大阪において享保年間より繁栄した旧家であった。兄は荒川株式会社会長、二人の女兄弟は、それぞれ大学教授と物理学者に嫁いだ。實の母親ミチ（旧姓石原）は八世紀の日本を支配した宇多天皇の末裔で、祖父は初代京都市長内貴甚三郎、父親石原半右衛門は有力な国会議員。石原家は土地持ちで、小作人を多く抱えていた。ミチと荒川和一郎が結婚したとき、両家の所有地を合わせた面積は京都市街地の五分の一に達したという。（以下、「ゲーム・オーバー―任天堂帝国を築いた男たち」より抜粋）
1968年、京都大学工学部土木工学科を優秀な成績で卒業。京都大学大学院工学研究科、マサチューセッツ工科大学大学院土木工学専攻科修了。実家の富のおかげで特権的な立場にあったため、自らの進むべき道について悩んでいた。
1972年に丸紅に入社。当初は海外開発建設部に配属され、海外のホテル・事務所・コンドミニアム等の建設と販売を担当した。
その後義父である山内の誘いで丸紅を退社する。1980年4月にはニューヨークブロードウェイにNintendo of America (NOA)を設立し、初代社長に就任する。当初は秘書を雇う資金もなく、妻である陽子（山内の長女）を秘書に起用した。社員総数は荒川夫妻を含めて6人で、その内の2人はハワイ経由で中古の任天堂製アーケード用の筐体を輸入し、地元で転売していたトラック運転手、ロン・ジュディとアル・ストーン（アラン・ストーン）だった。荒川夫妻はニュージャージー州のエリザベスに倉庫を借り、同年11月より米国とカナダでアーケード用ゲーム機の販売を開始する。
任天堂は1978年からアーケード用のビデオゲームを開発しており、1980年に発売した『レーダースコープ』は、同年に発売したゲームの中では一番人気だった。山内は荒川に米国で成功する機会であると伝え、アーケード用の筐体3000台の製造を開始し、京都からニュージャージー州の倉庫へ出荷した。荒川はいくつかある任天堂のゲームの中で『レーダースコープ』に注力することに決め、3000台の筐体全てを『レーダースコープ』用としたが1000台しか売れず、製造と輸送コストを回収できただけだった。残りの2000台を売るために、荒川は筐体はそのままにROMのみを差し替えて販売することを山内へ提案し、山内は了承する。山内はこの交換に対するアイデアを社内で公募したところ、当時まだ若手社員だった宮本茂が応募した。宮本の感性に期待した山内は横井軍平を教育係に付け、池上通信機と契約し、彼らによって製作されたのが『ドンキーコング』である。
倉庫をニュージャージー州からワシントン州のタクウィラへ移した荒川たちは、まず完成した『ドンキーコング』のROMをテスト用に『レーダースコープ』のものと2台分交換した。『ドンキーコング』のゲームシステムは既存のカテゴリに当てはまらなかったことから、評判は芳しくなかったが、『レーダースコープ』を設置していたシアトルのバーに『ドンキーコング』も設置したところ、『レーダースコープ』よりも稼ぎが良かった。これを受け、残りの筐体もROM交換を行ったが、1プレイで25セントのところ、どの筐体も週に200ドル以上を稼いだ。こうして赤い筐体2000台は1981年秋までに完売し、『ドンキーコング』が最初から搭載された、日本から新たに到着した青い筐体は米国各地に運ばれていった。当時借りていた倉庫の持ち主がワシントン州で不動産事業を行っていたマリオ・セガールである。
『ドンキーコング』の米国向け輸出が増えてきたことで、NOAは1982年までにシアトル郊外へ工場建設することを決定、7月にこれまでの賃貸の倉庫から移転し、レドモンドに10ヘクタールの土地を購入し、同年12月、60000平方フィート（約0.56ヘクタール）の工場が完成したことで、1日あたり300から400の筐体の増産が可能になった。こうして1982年には1日あたり50台、月に1000台以上製造された。結果的に1981年発売初年度だけで1億8000万ドルの売り上げを達成、2年目も1億ドルを売り上げた。最終的に『ドンキーコング』は全世界で6万台が稼働した。また1982年にはワシントン州に新たにNOAを設立し、既存のニューヨーク州法人を吸収合併した。
『ドンキーコング』の人気によって、無断コピー品が多く出回るようになったが、それに対してNOAは1982年以来、米国各地で各社相手に法的手続きを取った。これによってコピー品の『クレイジーコング』『コンゴリラ』は差し押さえられた。
また『ドンキーコング』の成功によって、タイトーやコレコ、アタリがドンキーコングの権利を欲しがった。この中で山内はコレコに独占権を与えることを決断する。アタリはコレコよりも高い金額を提示していたが、コレコの幹部が荒川に対して、山内の決定を尊重するよう説得したため、荒川は山内の決定に従った。こうして『ドンキーコング』はコレコが発売した家庭用ゲーム機のコレコビジョンに付属されることになった一方で、1982年6月30日、ユニバーサル・シティ・スタジオが任天堂とNOAに対して、自社の『キングコング』の著作権および商標権を侵害したとして訴訟を起こした。山内は同年4月末に同社から通告を受け、両社の弁護士が折衝していたことを認めつつ、訴訟を起こされたことに対して法廷で争うことを決める。そして荒川とNOAの弁護士であるハワード・リンカーンは法廷弁護士のジョン・カービィを雇って裁判となった結果、任天堂が1審、2審ともに勝訴した（ユニバーサル・シティ・スタジオ対任天堂裁判）。
1983年6月にはNOAが出資して、カナダに現地法人であるNintedo Entertainment Centersを設立、同年12月6日にはバンクーバーにピザ・タイム・シアターの加盟店を出店させたが、これは任天堂製品のマーケティングの一端とされる。
1984年にはNOA設立メンバーであるアラン・ストーンが西ドイツに設立したアルトコール社を、NOA業務用ゲーム機の販売会社に指定した。
1985年当時、アメリカのコンピューターゲーム産業は、1983年に発生したアタリショックによって崩壊していた。荒川はハワード・リンカーンと共に、Nintendo Entertainment System（日本名：ファミリーコンピュータ）によって、この業界を再建させた。また荒川はハワード・リンカーンらと共に、海賊版に非常に厳しく対処し、ソフトウェアの利益を守った。しかし、後に任天堂がスーパーファミコン用にソニーと共同で進めていた専用CD-ROMシステム開発計画「プレイステーション計画」において荒川がソニーとの提携を切りフィリップスとCD-iでのゲーム開発を強く進言したとされている。結果、紆余曲折ありソニーとの決裂、および1994年にプレイステーションの発売・台頭も招いている。
2002年にNOAを退職。後任の社長には株式会社ポケモンの幹部だった君島達己が就任した。
2007年、D.I.C.E. Awardsの生涯功労賞をハワード・リンカーンと共に受賞した。